# Вибух пропану в Торонто
Вибух пропану в Торонто (також відомий як інцидент Sunrise Propane ) — серія вибухів і пожежа, що сталася вранці 10 серпня 2008 року в Норт-Йорку, Торонто, Онтаріо, Канада.  Ця катастрофа сталася на заводі з виробництва пропану Sunrise Propane Industrial Gases, розташованому неподалік Кіл-стріт, близько 03:50 за східним часом .  Внаслідок вибухів тисячі людей були змушені евакуюватися  зі своїх домівок. Витрати на прибирання становили 1,8 мільйона канадських доларів, половину з яких покрила провінція Онтаріо.   Під час першого вибуху загинув один із працівників Sunrise, а наступного дня на місці події від зупинки серця помер пожежник.  

## Історія
Sunrise Propane Industrial Gases була компанією, яка продавала пропан для комерційних та домашніх цілей на додаток до інших газів, таких як гелій і ацетилен .  З 1999 року компанія працювала під різними назвами. У 2002 році компанія під назвою Sunrise Petroleum програла судову справу компанії First Choice Petroleum Inc., постачальнику мастил і мастильних матеріалів. First Choice Petroleum Inc. стверджувала, що Sunrise Petroleum заборгувала їм 54 063,73 канадських доларів за продукти та підробила документи, щоб уникнути сплати боргу.  В ході судового розгляду було встановлено, що Sunrise підробила підпис співробітника First Choice на ім’я Томас Тімс у документі 1999 року, який нібито передавав зобов'язання Sunrise Petroleum новоствореній компанії Sunrise Petroleum Lubricants і що Sunrise Petroleum, таким чином, не несе відповідальності за будь-які несплачені рахунки. Однак Тімс не підписав би документ, оскільки він значився в ньому як «Тім Томс», а не як Том Тімс. В результаті, Sunrise була змушена сплатити заборгованість на загальну суму 93 389,54 канадських доларів, включаючи відсотки, а також додаткові 34 284,71 канадських доларів як судові витрати. Судові документи також виявили третю назву, Sunrise Propane & Petroleum, яку компанія використовувала раніше. 
Згідно з корпоративним профілем Онтаріо, об'єкт було зареєстровано в 2004 році, хоча корпоративний адвокат і представник Sunrise не впевнені, як довго заклад працював.  Об’єкт було збудовано в житловому кварталі району Норт-Йорк у Торонто. Мер Торонто Девід Міллер зазначив, що будівництво об’єкта відповідало зонуванню, яке діяло більше десяти років. 
Згідно з корпоративним профілем Онтаріо, об'єкт було зареєстровано в 2004 році, хоча корпоративний адвокат і представник Sunrise не впевнені, як довго заклад працював.  Об’єкт було збудовано в житловому кварталі району Норт-Йорк у Торонто. Мер Торонто Девід Міллер зазначив, що будівництво об’єкта відповідало зонуванню, яке діяло більше десяти років. 

## Інцидент

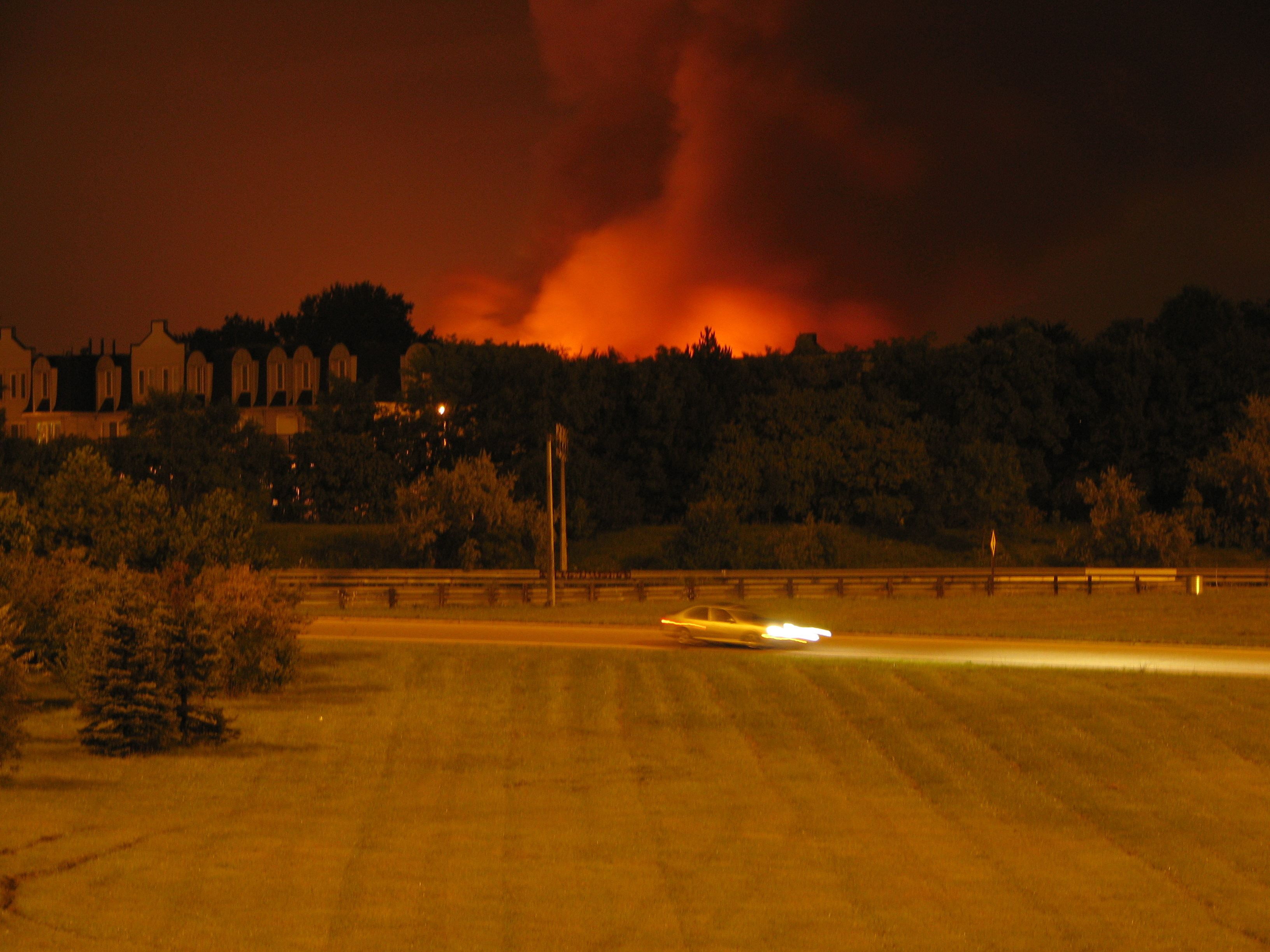
Вибух видно з естакади Keele

Вранці 10 серпня 2008 року, близько 3:50 за східним часом, стався великий вибух газу на Sunrise Propane Industrial Gases, розташованому поблизу Murray Road і Spalding Road. За ним послідувала серія вибухів, включаючи кілька BLEVE (вибухи киплячої рідини, що розширюється парою), які викидали великі вогняні кулі та хмари диму у небо. Великі шматки металу з вибухаючих цистерн з пропаном розліталися на прилеглі вулиці та території. Багато будинків і офісів було пошкоджено, вікна розбиті, а двері зірвані з петель. Близько 200 пожежників боролися з пожежею, що виникла внаслідок вибухів. 
Загроза нових вибухів та побоювання  щодо якості повітря змусили поліцію провести добровільну евакуацію великої території навколо місця подій. Жителям, які проживали в радіусі 1,6-кілометра (1 миля) було сказано залишити свої домівки рано вранці. Для евакуації використовувалися автобуси Транзитної комісії Торонто, що доставляли людей до парку Downsview, а звідти до Йоркського університету . 

Шість осіб були госпіталізовані, 18 осіб отримали допомогу в лікарнях швидкої допомоги, а служби екстреної медичної допомоги надали допомогу 40 особам на місці.  Під час реагування на надзвичайну ситуацію екіпаж екстрених служб Торонто виявив бездиханного пожежника. Медики та пожежники намагалися його реанімувати, але безуспішно. Його терміново доставили до лікарні, де констатували його смерть. Пожежник був ідентифікований як Боб Лік, 55-річний керівник районного відділу планування надзвичайних ситуацій та ветеран з 25-річним стажем.  Ліка, який тієї ночі не працював, попросили принести деяке обладнання, щоб допомогти його колегам, що він і зробив. На жаль, в той час у нього стався серцевий напад. Згодом виявили, що співробітник Sunrise Парміндер Сайні пропав безвісти. 11 серпня на місці події було виявлено тіло загиблого. 3 вересня було підтверджено, що тіло належить Сайні.  

## Причина і слідство
Розслідуванням вибухів займався  Офіс Головного пожежного інспектора Онтаріо.  Хоча причина вибухів ще не була встановлена, 21 серпня 2008 року незалежний регулятор безпеки для палива в Онтаріо, Управління технічних стандартів і безпеки (TSSA), заявив, що перед вибухом водій вантажівки незаконно транспортував пропан з однієї вантажівки в іншу. Також повідомлялося, що в листопаді 2006 року Sunrise Propane отримав попередження про необхідність припинити такі перевезення на своїх об'єктах, проте компанія не перестала здійснювати такого роду дії. Слідчий Офісу Головного пожежного інспектора Онтаріо заявив, що можуть минути місяці, перш ніж можна буде визначити причину вибухів. Прем'єр-міністр Онтаріо Далтон Макгінті також заявив, що провінція готова надати фінансову допомогу жителям, чиї будинки постраждали від вибухів. 
4 серпня 2010 року Toronto Star повідомила, що масовий вибух пропану Sunrise у 2008 році був викликаний незаконним «перекачуванням з бака в бак», а також протіканням газового шланга. У звіті йдеться, що рідкий пропан витікав зі шланга після завершення «перекачування з бака в бак». The Star повідомляє, що Sunrise не мала відповідної ліцензії на здійснення таких операцій і що TSSA заборонила це робити ще в листопаді 2006 року.  
Міністерство охорони навколишнього середовища стверджувало, що Sunrise «не змогла довести наявність належної системи профілактичного обслуговування».  Лео Адлер, адвокат Sunrise, стверджував, що подія була непередбаченою аварією, оскільки Sunrise підтримувала обладнання в хорошому стані і не може нести відповідальність за вихід з ладу шланга. 

## Наслідки

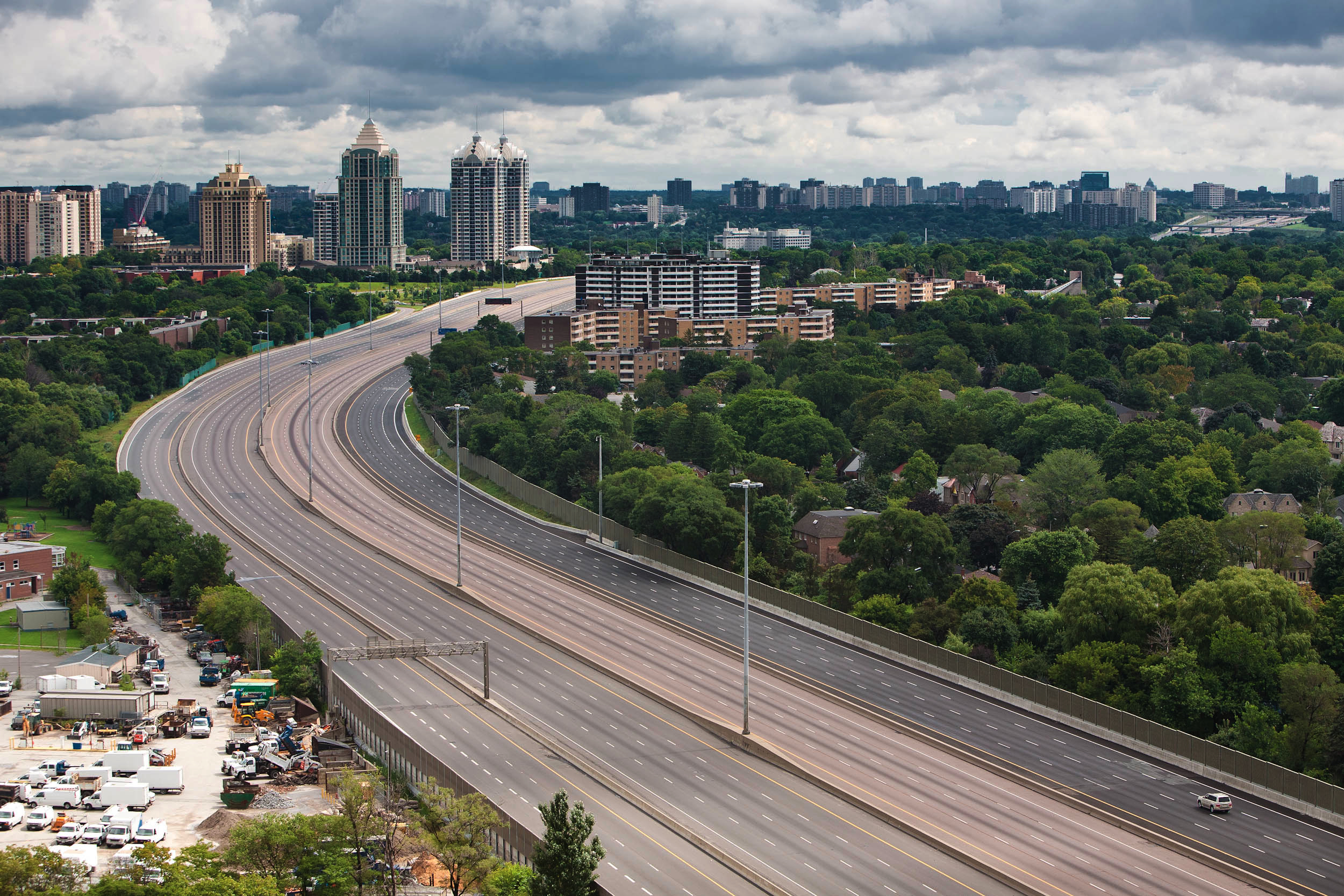
Шосе 401 було закрито через близьке розташування до місця катастрофи.

Через близькість до місця події ділянку шосе 401 між шосе 404 та шосе 400 було перекрито, а торговий центр Yorkdale Mall був закритий на частину дня.  Маршрути Транзитної комісії Торонто та маршрут York Region Transit Viva Orange постраждали внаслідок зони евакуації. Автобусні маршрути були перенаправлені, а ділянку лінії метро Yonge-University-Spadina було зупинено на частину дня. Рейси GO Transit до автобусного терміналу Йоркдейл також були призупинені. 
Приблизно через 15 годин після перших вибухів деякі жителі отримали дозвіл повернутися до своїх домівок. Однак багатьох людей, які поверталися додому, поліція зупиняла на блокпостах та повертала назад, або забороняла в'їзд на своїх транспортних засобах до прилеглої території.  Приблизно 100 з 12 000 евакуйованих будинків залишилися непридатними для проживання.   11 серпня майже всім мешканцям, яких довелося евакуювати, було дозволено повернутися, хоча близько 35 сімей були змушені чекати, поки посадові особи охорони здоров’я проводили тести через занепокоєння щодо азбесту в повітрі. 
У зв'язку з вибухом влада Торонто запланувала перевірку всіх промислових зон, які могли б становити потенційну загрозу для житлових кварталів, щоб запобігти подібним ситуаціям в майбутньому. У рамках розслідування представники TSSA та Головного пожежного маршала Онтаріо переглянули попередні перевірки об’єкта, щоб визначити причину вибухів. 
Вибух пошкодив одне із найстаріших єврейських кладовищ Торонто -  Меморіальний парк Маунт-Синай. Цвинтарю понад 100 років, на ньому понад 11 000 могил, з яких щонайменше 20 були пошкоджені. 
Частина жителів висловила обурення через те, що муніципальна влада дозволила Sunrise побудувати пропановий завод у житловому районі. Деякі мешканці стверджували, що громада не була ані проінформована, ані консультувалася з цього приводу під час будівництва об'єкта. Проте виконувач обов’язків заступника мера Торонто, припустила, що об’єкт було зоновано ще до того, як було побудовано багато будинків. 
Спочатку TSSA, орган, який регулює безпеку палива в Онтаріо, заявив, що інспектував Sunrise лише один раз з моменту відкриття заводу в 2005 році. Проте пізніше організація спростувала це, заявивши, що видавала накази про припинення роботи у 2006 і 2007 роках через порушення техніки безпеки. 
19 серпня, через дев'ять днів після вибухів, Sunrise випустила коротке повідомлення, в якому висловила співчуття з приводу загибелі людей і заявила про свою співпрацю з владою у розслідуваннях. Також зазначено, що найближчим часом компанія більше не  робитиме публічних коментарів, щоб запобігти спекуляціям і дезінформації.  21 серпня 2008 року TSSA опублікував повідомлення про те, що Sunrise Propane має негайно відкликати свій дозвіл на зберігання, обробку та розповсюдження пропану. 
Шість інших пропанових об'єктів у провінції було закрито в результаті перевірки, викликаної вибухами. Об'єкти в Кітченері, Ватерлоо, Корнуоллі, Оттаві та два в Торонто були закриті через те, що вони не змогли продемонструвати, що їхні працівники пройшли належне навчання на підприємствах. 
Батько Парміндера Сайні отримав візу для поїздки з Пенджабу до Канади для допомогти у розслідуванні, але його братові та матері спочатку було відмовлено у візах канадським консульством. Пізніше, після інформування Департаменту громадянства та імміграції про ситуацію, це рішення було змінено. 
Феліпе Де Леон, співробітник Sunrise, повідомив, що він завершив незаконну передачу пропану, коли помітив дим у північній частині об'єкта. Де Леон сказав, що потім він зайшов всередину офісу, щоб попередити Сайні втекти, однак той відмовився. Потім він покинув об'єкт, а Сайні пішов в напрямку диму. 
Прибирання коштувало Торонто 1,8 мільйона канадських доларів, причому половину з цієї суми заплатила провінція Онтаріо. 

## Звинувачення та позови
5 серпня 2009 року Міністерство праці Онтаріо висунуло два звинувачення у зв’язку з інцидентом: одне стосувалося неспроможності захистити Сайні, а інше – порушення обов’язкових галузевих стандартів. Потенційні штрафи за ці обвинувачення сягали 1 мільйона канадських доларів. Вісім звинувачень від Міністерства навколишнього середовища Онтаріо передбачали штрафи понад 6 мільйонів канадських доларів. 27 червня 2013 року Sunrise Propane була визнана винною за дев'ятьма некримінальними обвинуваченнями.  25 січня 2016 року компанія Sunrise Propane і її директори Шай Бен-Моше і Валерій Бєлахов були оштрафовані на 5,3 мільйона доларів за ці правопорушення. На той час Sunrise вже припинила свою діяльність, і адвокат заявив, що його клієнти не мають грошей, щоб заплатити мільйонні штрафи.  Крім того, жителі району подали позов на 300 мільйонів доларів. 

## Дивіться також
- 1979 р. Потяг зійшов з рейок у Міссіссагуа: останній масштабний вибух, пожежа та евакуація в районі Торонто перед вибухом Sunrise.